# Gouvernement Paul Painlevé (1)
 (août 2017).
Si vous disposez d'ouvrages ou d'articles de référence ou si vous connaissez des sites web de qualité traitant du thème abordé ici, merci de compléter l'article en donnant les références utiles à sa vérifiabilité et en les liant à la section « Notes et références ».
Troisième République
Alexandre Ribot V Georges Clemenceau II
Premier gouvernement Paul Painlevé du 12 septembre au 16 novembre 1917.

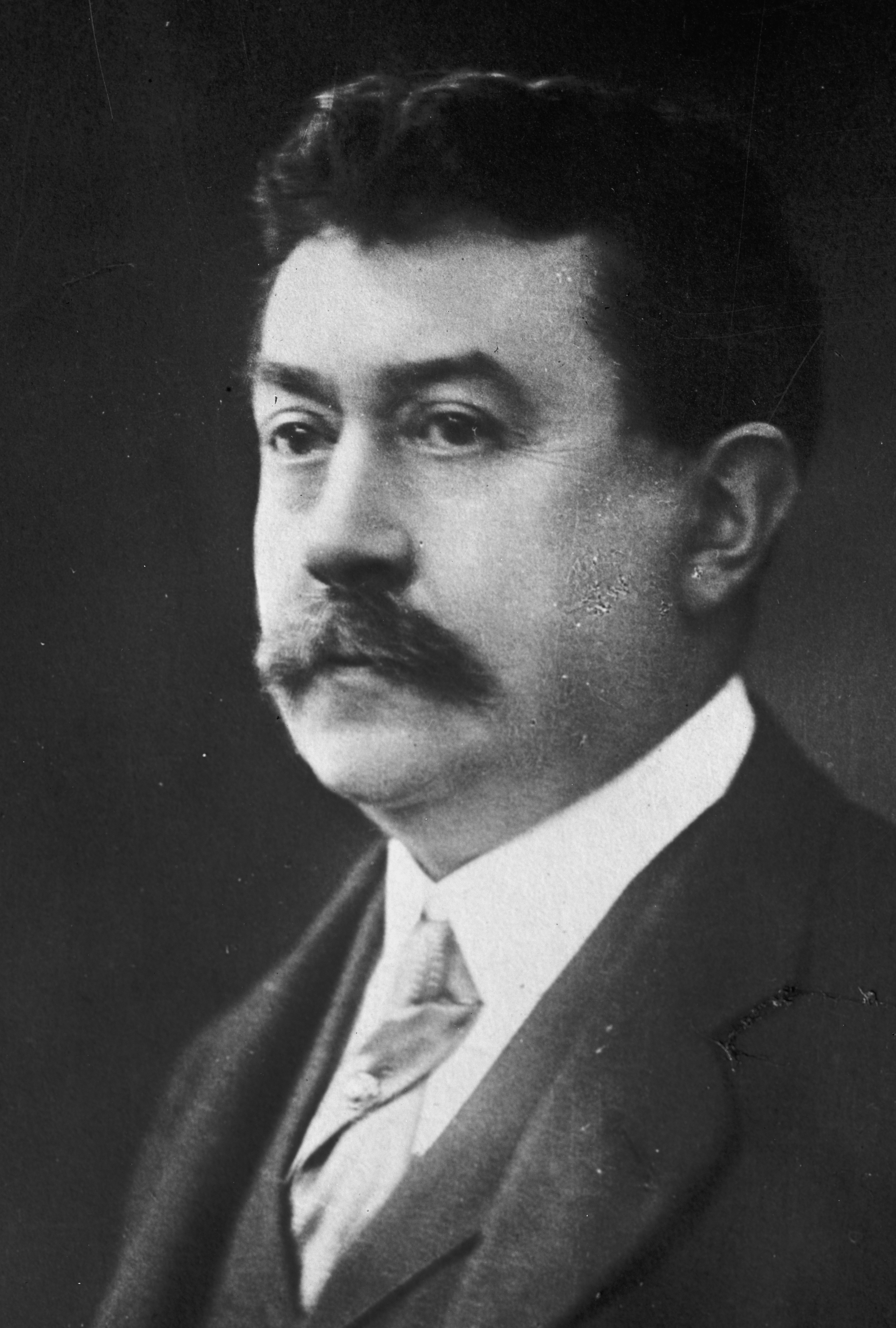
Paul Painlevé

## Composition
| Portefeuille                                                             | Titulaire | Titulaire                             | Parti    |
| ------------------------------------------------------------------------ | --------- | ------------------------------------- | -------- |
| Président du Conseil                                                     |           | Paul Painlevé                         | PRS      |
| Ministres                                                                |           |                                       |          |
| Ministre des Affaires étrangères                                         |           | Alexandre Ribot (jusqu'au 23 octobre) | FR       |
| Ministre des Affaires étrangères                                         |           | Louis Barthou                         | PRD, ARD |
| Ministre de la Guerre                                                    |           | Paul Painlevé                         | PRS      |
| Ministre de la Justice                                                   |           | Raoul Péret                           | PRD, ARD |
| Ministre de l'Instruction publique et des Beaux-Arts                     |           | Daniel Vincent                        | PRRRS    |
| Ministre de l'Intérieur                                                  |           | Théodore Steeg                        | PRRRS    |
| Ministre de la Marine                                                    |           | Charles Chaumet                       | PRD, ARD |
| Ministre de l'Agriculture                                                |           | Fernand David                         | PRRRS    |
| Ministre des Finances                                                    |           | Louis-Lucien Klotz                    | PRRRS    |
| Ministre des Travaux publics et du Transport                             |           | Albert-André Claveille                | SE       |
| Ministre du Ravitaillement                                               |           | Maurice Long                          | PRRRS    |
| Ministre du Commerce, de l'Industrie et P.T.T.                           |           | Étienne Clémentel                     | RI       |
| Ministre des Colonies                                                    |           | René Besnard                          | PRD, ARD |
| Ministre de l'Armement et des Fabrications de guerre                     |           | Louis Loucheur                        | PRD, ARD |
| Ministre du Travail et de la Prévoyance sociale                          |           | André Renard                          | PRRRS    |
| Ministre d'État, membre du comité de Guerre                              |           | Louis Barthou (jusqu'au 23 octobre)   | PRD, ARD |
| Ministre d'État, membre du comité de Guerre                              |           | Léon Bourgeois                        | PRRRS    |
| Ministre d'État, membre du comité de Guerre                              |           | Paul Doumer                           | PRRRS    |
| Ministre d'État, membre du comité de Guerre                              |           | Jean Dupuy                            | PRD, ARD |
| Sous-secrétaires d’État                                                  |           |                                       |          |
| Sous-secrétaire d’État au Blocus                                         |           | Albert Métin                          | PRRRS    |
| Sous-secrétaire d’État à l'Intérieur                                     |           | Victor Peytral                        | PRRRS    |
| Sous-secrétaire d’État aux Finances                                      |           | Élisée Bourely                        | PRRRS    |
| Sous-secrétaire d'État à l'Administration de l'armée                     |           | Louis Mourier                         | PRRRS    |
| Sous-secrétaire d’État au Service de Santé militaire                     |           | Justin Godart                         | PRRRS    |
| Sous-secrétaire d’État à l'Aéronautique militaire et maritime            |           | Jacques-Louis Dumesnil                | PRRRS    |
| Sous-secrétaire d’État aux Transports maritimes et à la Marine marchande |           | Anatole de Monzie                     | PRS      |
| Sous-secrétaire d’État aux Inventions intéressant la Défense nationale   |           | Jules-Louis Breton                    | PRS      |
| Sous-secrétaire d’État au Commerce, Industrie et P.T.T.                  |           | Paul Morel                            | RI       |
| Sous-secrétaire d'État au Travail et à la Prévoyance sociale             |           | Constant Roden                        | RI       |
| Sous-secrétaire d’État à l'Instruction publique et aux Beaux-Arts        |           | Albert Dalimier                       | PRRRS    |

## Fin du gouvernement et passation des pouvoirs
Malgré un fort soutien initial de la Chambre des députés, le gouvernement n’arrive pas à imposer son autorité. 
En septembre 1917, Léon Daudet, polémiste de l'Action française, envoie une lettre au Président de la République Raymond Poincaré pour accuser Louis Malvy, ancien ministre de l'Intérieur, d'avoir entretenu des contacts avec le haut commandement allemand et d'avoir contribué au déclenchement des mutineries de 1917. A la demande de Malvy, cette lettre est lue à la Chambre le 4 octobre 1917 par le Président du Conseil Paul Painlevé et déclenche des discussions houleuses parmi les parlementaires.
Lors de la séance du 13 novembre, Jules Delahaye, soutenu par ses collègues du Groupe des droites Jacques de Juigné, Armand de Baudry d'Asson, Henri de La Ferronnays et par les indépendants Jean Ybarnégaray, Ferdinand Bougère et Jules-Albert de Dion, interpelle violemment le Gouvernement Painlevé en l'accusant de persécuter l'Action française et donc de rompre l'Union sacrée en vigueur depuis le début de la Grande guerre. Le gouvernement demande l’ajournement de la discussion mais l'action vigoureuse des membres du Groupe des droites fait basculer la Chambre, amenant les députés à refuser cet ajournement à 277 voix contre 186. Paul Painlevé donne sa démission le jour même, entraînant la chute de son gouvernement.
Le président Poincaré appelle Georges Clemenceau à former un nouveau gouvernement.